# Lindsay Frost
Lindsay Elizabeth Frost (ur. 4 czerwca 1962) – amerykańska aktorka telewizyjna i filmowa.

## Życiorys
Urodziła się w 1962 roku w Minneapolis. Jej rodzicami był aktor Warren Frost oraz Mary Virginia Calhoun. Ma dwóch braci Marka i Scotta. Jej mężem jest Rick Giolito. Mają dwóch synów: Caseya i Lucasa.

## Filmografia

### Filmy
- Gorączka śmierci (Dead Heat) (1988)
- Monolit (Monolith) (1993)
- Na własną rękę (Collateral Damage) (2002)
- The Ring (2002)
- Learning Curves (2003)
- Porwana: Historia Elizabeth Smart (The Elizabeth Smart Story) (2003) – film TV

### Seriale telewizyjne
- Mancuso – serial TV, 20 odcinków (1989)
- Bar widmo (Nightmare Cafe) – serial TV, 6 odcinków (1992)
- SeaQuest (Seaquest DSV) – serial TV, 1 odcinek (1993)
- Maska zabójcy (Dead by Sunset) – serial TV, 2 odcinki (1995)
- The Geena Davis Show – serial TV, odcinek (2000)
- Frasier – serial TV, 3 odcinki (1997)
- Orły z Bostonu (Boston Legal) – serial TV, 2 odcinki (2006)
- Jednostka (The Unit) – serial TV, 3 odcinki (2006)